# Nassarao (Beka)
Pour les articles homonymes, voir Nassarao.
Nassarao est un village du Cameroun situé dans la région du Nord, le département du Faro, l’arrondissement de Beka. 

## Population
Lors du recensement de 2005, le village comptait 12 habitants.